# 舞鶴市立城南中学校
舞鶴市立城南中学校（まいづるしりつ じょうなんちゅうがっこう）は、京都府舞鶴市京田にある公立中学校。

## 概要
舞鶴市の西舞鶴の新興住宅地に位置している。田辺城の南に位置していることから城南の名が付いている。

## 所在地
- 〒624-0823 京都府舞鶴市京田30
  - JR舞鶴線・西舞鶴駅から車で約5分

## 沿革
- 1947年（昭和22年）5月31日：創立
- 1949年（昭和24年）1月7日：開校
- 1952年（昭和27年）4月5日：現在地に移転
- 1954年（昭和29年）5月18日：校歌制定（作詞：小寺政太郎、作曲：網代栄三）
- 1958年（昭和33年）12月14日：新制服（セーラー服）制定
- 1999年（平成11年）10月23日：創立50周年記念式典挙行

## 特色
- 近年は特に合唱コンクールに力を入れており、体育祭、文化祭（城南祭）や卒業式の場でも合唱の取り組みがある。
- 数学、英語は少人数制を採用し、学力の充実を図っている。（2009年現在は1、2年生のみで、3年生には採用していない）
- 3年生は6月に修学旅行（2泊3日）がある。行き先は主に九州、長崎方面。

## 進路
- 公立高校は多くの生徒が最寄の京都府立西舞鶴高等学校に進学する。ただし、吹奏楽部だった生徒の中には京都府立東舞鶴高等学校を希望する者もいる。また、専門知識を身に付けたい生徒は京都府立工業高等学校、舞鶴工業高等専門学校、京都府立海洋高等学校などに進学する。私立高校である福知山成美高等学校、京都共栄学園高等学校、日星高等学校などに進学する者もいる。

## 周辺
- 国道27号
- モスバーガー舞鶴店

## 著名な卒業生
- 福本淳 - 盲目のシンガーソングライター、※京都府立盲学校へ転校
- 鴨田秋津 - 1997年卒、政治家、舞鶴市長
- 斎藤里香 - 1999年卒、ウェイトリフティング選手、2008年北京オリンピック 日本代表
- 横山徹也 - 2000年卒、元プロ野球選手[1]
- ギャル曽根 - 2001年卒、大食いタレント
- 亀井塔生 - 2012年卒、元プロ野球選手

## 通学区域が隣接している学校
- 舞鶴市立加佐中学校
- 舞鶴市立城北中学校
- 舞鶴市立青葉中学校
- 綾部市立上林中学校
- 綾部市立八田中学校
- 綾部市立何北中学校